# Twenterand
Twenterand é um município dos Países Baixos, situado na província de Overissel. Tem 108,14 km² de área e sua população em 2020 foi estimada em 33.729 habitantes.